# Бахрудин Калетовић
Бахрудин Калетовић (Тузла, 1971 − Тузла, 1998) био је десетар (регрут) Југословенске народне армије и један од симбола сукоба у Словенији кога је 1991. године, у јеку лудила у који је Југославија тонула, широм земље прославио телевизијски прилог Јутел-а.

## Биографија
Бахрудин Калетовић је рођен 1971. године у Тузли. Постао је познат широј југославенској јавности у јеку сукоба у СР Словенији. 1991. године У тренутку сукоба у СР Словенији Бахрудин је био на одслужењу редовног војног рока у Карловцу, те је као десетар 306. лаког артиљеријског пука ПВО 10. корпуса ЈНА, - Загреб Био послат у СР Словенију У раним сатима 27. јуна 1991. године 306. Лаки артиљеријски пук ПВО је прешао Словеначку границу код Метлике Да би одмах потом био нападнут од припадника Територијалне одбране СР Словеније. Новинар Јутела Ивице Пуљић је интервјуисао Бахрудина на линији ватре на Краковскем гозду док је лежећи у шуми држао положај. Тај двоминутни интервју, а и сам Бахрудин, су ушли у колективно сећање свих који су те вечери гледали Јутелов прилог Бахрудин је као десетар био задужен за три млада војника ( Марко Бојанић 1971 годиште, Фахир Имамовић 1972 годиште и Флорим Касуми 1971 годиште). Нажалост Сва тројица су погинула током тог сукоба. Сем Бахрудин је пар дана касније био заробљен од припадника Словенске ТО. Према речима његовог стрица, према Бахрудину су се у заробљеништву добро односили. Нешто касније, Бахрудин и преостали заробљени регрути (војници) су добили цивилну одећу и пуштени су својим кућама. После неколико дана одмора у родној Тузли, Бахрудин и остали тузлански регрути су добили позиве да се јаве у ЈНА, како би дослужили остатак војног рока. Бахрудин је био послат У Ђаково где је служио остатак војног рока као део 17. корпуса ЈНА, - Тузлански. У Ђакову је био у војничком оркестру. Бахрудин је и у Ђакову био заробљен, са цијелом својом јединицом, после чега се Рат у Хрватској распламсао, иако као члан војничког оркестра није био на самој линији фронта у Хрватској. После је био пуштен на слободу. Бахрудин се коначно „скинуо” из ЈНА 29. новембра 1991. године, на Дан Републике која је тада само формално постојала. На почетку рата у Босни и Херцеговини Бахрудин се пријавио у резервни полицијски састав. Према властитом сведочанству током рата у Босни и Херцеговини је био везиста, често на првој линији фронта где је видео прави пакао. Демобилисан је по завршетку рата 24. априла 1996. године. Бахрудин се оженио 1993. године. Из тог брака му се родила ћерка Есмералда и син Дамир. Сањао је да ће бити музичар и свирао је гитару. Бахрудин је у времену после југословенских ратова свирао са својом групом у Загребу. Погинуо је у саобраћајној несрећи 1998. године када је посјетио Тузлу да види породицу, односно новорођеног сина.